# Andrew Bertie
Pour les articles homonymes, voir Bertie.
 (janvier 2019).
Si vous disposez d'ouvrages ou d'articles de référence ou si vous connaissez des sites web de qualité traitant du thème abordé ici, merci de compléter l'article en donnant les références utiles à sa vérifiabilité et en les liant à la section « Notes et références ».
Fra Andrew Willoughby Ninian Bertie, né le 15 mai 1929 à Londres et mort le 7 février 2008 à Rome, est le 78e grand maître de l'ordre souverain de Malte. Son procès en béatification est en cours, étant pour le moment serviteur de Dieu.

## Biographie
Descendant des comtes de Lindsey et des comtes d'Abingdon, il poursuit ses études à l'école bénédictine de Ampleforth College dans le Yorkshire, et est diplômé d'histoire moderne de Christ Church de l'université d'Oxford. Il est également diplômé de l'École des études orientales et africaines de l'université de Londres.
De 1948 à 1950, il effectue son service militaire dans les Gardes écossaises (il est promu officier en 1949). Après une carrière commerciale de courte durée, il enseigne les langues étrangères, le français et l'espagnol notamment, pendant 23 ans au lycée bénédictin du Sussex, la Worth School. Il a eu notamment comme élève Dominique de La Rochefoucauld-Montbel, qui deviendra grand hospitalier de l’ordre souverain de Malte 
Admis dans l'ordre souverain de Malte en 1956, il prononce ses vœux perpétuels en 1981 et devient alors un religieux. Il participe au gouvernement de l'Ordre depuis 1981, en tant que membre du Souverain Conseil. Il est élu 78e grand maître de l'Ordre en avril 1988. C'est le premier grand maître d'origine britannique.
Il est également Hospitalier du sanctuaire de Notre-Dame de Lourdes.
Son père, James Bertie, est officier de la Marine royale anglaise pendant les deux guerres mondiales. Il est sérieusement blessé à Bari en 1944, et meurt en 1966. Sa mère, née Crichton Stuart, est la fille cadette du 4e marquis de Bute. Elle meurt en 1995.

## Distinctions
- Grand collier de l'ordre de l'Infant Dom Henri  Portugal (1990)
- Collier de l'Ordre d'Isabelle la Catholique  Espagne (1999)
- Grand-croix de la Légion d'honneur  France
- Grand-croix de l'ordre de Saint-Charles  Monaco
- Grand-croix de l'ordre du Mérite de la République fédérale d'Allemagne  Allemagne

Titulaire d'une cinquantaine d'autres distinctions.

## Béatification
Depuis le 20 février 2015, son procès en béatification a été ouvert à la phase diocésaine. Il est donc considéré comme serviteur de Dieu par l'Église catholique. Par conséquent, il ne peut pas encore être l'objet d'un culte public.